# Thomas Wieczorek
Thomas Wieczorek (* 7. Februar 1953 in Berlin; † 12. November 2013 ebenda) war ein deutscher Autor und freier Journalist.

## Ausbildung und Werdegang
Von 1963 bis 1972 besuchte Wieczorek das Canisius-Kolleg Berlin, an dem er sein Abitur ablegte. Danach studierte er Volkswirtschaftslehre an der FU Berlin. Das Studium schloss Thomas Wieczorek 1976 mit dem Diplom ab.
Ab 1977 absolvierte Wieczorek ein einjähriges Volontariat bei der dpa und war dort anschließend bis 1979 Redakteur für Politik. Von 1979 bis 1981 war er Büroleiter bei Reuters in Stuttgart, von 1981 bis 1983 Chefreporter bei Bild in Hamburg. Danach arbeitete er als freier Journalist und Buchautor.
Er schrieb seine Dissertation zum Thema Die Normalität der politischen Korruption: Das Beispiel Leuna/Minol bei Peter Grottian am Otto-Suhr-Institut der FU Berlin und wurde 2003 „cum laude“ promoviert.
Thomas Wieczorek arbeitete für verschiedene Tageszeitungen und seit 1989 regelmäßig für das Satire-Magazin Eulenspiegel. Als investigativer Journalist beschrieb Thomas Wieczorek mutmaßliche Auswüchse des politischen Systems. Mit seinem Buch Die verblödete Republik erreichte der Autor in der Taschenbuch-Bestsellerliste des politischen Magazins Der Spiegel Ausgabe 35/2009 Platz 2.
Als Redaktionsmitglied war Thomas Wieczorek Mitbegründer der Netzpublikation Zeitschrift für Unfertige Gedanken (Herausgeber Florian Havemann, Helge Meves und Daniel Küchenmeister). Auch dort schrieb er gelegentlich Beiträge. Das Projekt ist seit Anfang Oktober 2011 eingestellt und online nicht mehr erreichbar.
Wieczorek war nach eigenen Angaben als junger Mensch Maoist. Er war 22 Jahre lang SPD-Mitglied.
Er starb am 12. November 2013 nach langer schwerer Krankheit.

## Werke
- Papa, was ist ein Ossi? Ein Dreh- und Wendebuch. Eulenspiegel-Verlag, Berlin 2000, ISBN 3-359-00986-X.
- Das Lexikon der Deutschen Leitkultur. Rake, Kiel 2001, ISBN 3-931476-58-8.
- 101 Gründe nicht zu wählen. Rake, Kiel 2002.
- Korruption und Kompetenz. Betrachtungen zum Funktionieren der deutschen Politik. spotless, Berlin 2003, ISBN 3-933544-85-8.
- Das Koch-Buch. Knaur, München 2005, ISBN 3-426-77756-8.
- Die Stümper. Knaur, München 2005, ISBN 3-426-77804-1.
- Schwarzbuch Beamte. Knaur, München 2007, ISBN 978-3-426-77935-4.
- Die Dax-Ritter. Knaur, München 2008.
- Die Profitgeier  – Wie unfähige Manager unser Land ruinieren, Knaur, München März 2008, ISBN 978-3-426-78027-5.
- Die verblödete Republik. Knaur, München 2009, ISBN 978-3-426-78098-5.
- Die Dilettanten. Knaur, München 2009, ISBN 978-3-426-78266-8.
- Die geplünderte Republik. Knaur, München 2010, ISBN 978-3-426-78373-3.
- Einigkeit und Recht und Doofheit: warum wir längst keine Dichter und Denker mehr sind. Knaur, München 2010, ISBN 978-3-426-78407-5.
- Euroland – Wo unser Geld verbrennt. Knaur, München 2010, ISBN 978-3-426-78446-4.
- Die rebellische Republik – Warum wir uns nicht mehr für dumm verkaufen lassen. Knaur, München 2011, ISBN 978-3-426-78443-3.
- Die geschmierte Republik – Wie Politiker, Beamte und Wirtschaftsbosse sich kaufen lassen. Knaur, München 2012, ISBN 978-3-426-78519-5.
- Abgewirtschaftet – Warum unser Land verkommt und wer daran verdient, Knaur, München April 2013, ISBN 978-3-426-78520-1.
- Die Volksverblöder – Wie Politiker uns belügen und betrügen, Knaur, München  August 2013, ISBN 978-3-426-78615-4.
- Sei schlau, geh in den Bau – Was wirklich läuft im Land, Eulenspiegel-Verlag, Berlin 2013, ISBN 978-3-359-02397-5